# Calamoideae
Calamoideae (do grego: κάλαμος, kalamos; "caniço") é uma subfamília da família Arecaceae (palmeiras) que agrupa 21 géneros e cerca de 620 espécies. O agrupamento tem distribuição natural quase exclusivamente na região Paleotropical, mas com três géneros (Mauritia, Mauritiella, Lepidocaryum) e uma única espécie do género Raphia (R. taedigera) nos trópicos do Novo Mundo. A subfamília Calamoideae inclui as palmeiras de ratan, cujos caules são colhidos para a produção de móveis de cana, fibras vegetais e muitos outros produtos. Todas as espécies têm frutos cobertos por escamas sobrepostas distintivas.

## Sistemática
As Calamoideae são geralmente divididas em três tribos:
- Tribo Eugeissoneae
  - Eugeissona
- Tribo Lepidocaryeae
  - Subtribo Ancistrophyllinae
    - Eremospatha
    - Laccosperma 
    - Oncocalamus

  - Subtribo Raphiinae
    - Raphia

  - Subtribo Mauritiinae
    - Lepidocaryum
    - Mauritia
    - Mauritiella
- Tribo Calameae
  - Subtribo Korthalsiinae
    - Korthalsia

  - Subtribo Salaccinae
    - Eleiodoxa
    - Salacca

  - Subtribo Metroxylinae
    - Metroxylon

  - Subtribo Pigafettinae
    - Pigafetta

  - Subtribo Plectocomiinae
    - Plectocomia
    - Myrialepis
    - Plectocomiopsis

  - Subtribo Calamineae
    - Calamus
    - Retispatha
    - Daemonorops
    - Ceratolobus
    - Pogonotium

Algumas classificações combinam todos os 5 géneros da subtribo Calamineae num género Calamus muito expandido. Essa opção aumenta o tamanho daquele que já é o maior género de palmeiras, qque das mais de 370 espécies que já grupa passa para cerca de 520 espécies.